# Lâu đài Andělská Hora
Lâu đài Andělská Hora (tiếng Séc: Hrad Andělská Hora) là tàn tích của một lâu đài nằm trên đỉnh của ngọn đồi đá bazan Andělská Hora (có độ cao 717 mét so với mực nước biển), thuộc địa phận làng Andělská Hora, huyện Karlovy Vary, vùng Karlovarský, Cộng hòa Séc. Công trình này có tên trong danh sách các di tích văn hóa của Cộng hòa Séc.

## Lịch sử
| Mốc lịch sử | Mô tả |
| ----------- | --- |
| Thế kỷ 15   | Tài liệu lịch sử đầu tiên đề cập đến lâu đài này có từ năm 1402. Lúc bấy giờ, chủ sở hữu lâu đài là quý tộc Boreš của Rýzmburk. Sau đó, lâu đài thay phiên trở thành tài sản của hoàng gia và các gia đình quý tộc khác.                                                                 |
| Thế kỷ 17   | Trong chiến tranh Ba Mươi Năm, lâu đài đã bị quân đội Thụy Điển chiếm đóng và cướp phá vào năm 1635. |
| Thế kỷ 18   | Lâu đài bị thiêu rụi trong một trận hỏa hoạn lớn xảy ra vào năm 1718. Sau đó, lâu đài không còn được xây dựng lại. |
| Thế kỷ 19   | Năm 1868, khu bất động sản bao gồm cả tàn tích lâu đài thuộc về điền trang Černín. |
| Thế kỷ 20   | Sau năm 1945, khu bất động sản này bị tịch thu trong thời kỳ chế độ Cộng sản. |
| Hiện nay    | Đây vẫn là một trong những khu tàn tích đang được bảo tồn và thu hút du khách yêu thích lịch sử ở địa phương, mặc dù vẫn chưa rõ chủ sở hữu hiện tại của khu tàn tích này. Tòa thị chính Andělská Hora đang xem xét giải quyết các yêu cầu bồi thường từ các thành viên gia đình Černín. |